# Psilocerea ferruginaria
Psilocerea ferruginaria là một loài bướm đêm trong họ Geometridae.